# Mark Bunn
Mark John Bunn (Londen, 16 november 1984) is een Engels voetballer die als doelman speelt. Hij tekende in juli 2015 een contract tot medio 2017 bij Aston Villa, dat hem transfervrij overnam van Norwich City.

## Clubcarrière
Bunn speelde in de jeugd voor Tottenham Hotspur en Northampton Town. In 2004 werd hij een volledig seizoen uitgeleend aan Kettering Town. In augustus 2005 debuteerde hij voor Northampton Town in de eerste ronde van de League Cup tegen Queens Park Rangers.
Op 31 augustus 2008, de laatste dag van de zomerse transferperiode, tekende Bunn een vierjarig contract bij Blackburn Rovers. Hij debuteerde voor The Rovers op 5 januari 2009, in de League Cup tegen Blyth Spartans. Op 16 februari 2009 werd hij voor een maand verhuurd aan Leicester City. In augustus 2009 werd hij opnieuw uitgeleend, ditmaal aan Sheffield United. Daar bleef hij tot maart 2010. Op 28 december 2010 maakte hij zijn Premier League-debuut, tegen West Bromwich Albion. Hij verving tijdens de rust de geblesseerde Paul Robinson.
Op 29 augustus 2012 tekende Bunn na degradatie van Blackburn Rovers een tweejarig contract met optie op een derde jaar bij Norwich City. Hij moet er de concurrentiestrijd aangaan met John Ruddy. Hij maakte zijn debuut voor Norwich City in de League Cup, tegen Doncaster Rovers. Hij slaagde erin om in zijn eerste wedstrijd voor zijn nieuwe club zijn netten schoon te houden. Op 24 november 2012 maakte hij zijn competitiedebuut voor Norwich City, tegen Everton. Hij verving in de laatste 10 minuten van de wedstrijd de geblesseerde John Ruddy. In zijn eerste seizoen speelde hij in totaal 23 competitiewedstrijden, waarin hij 33 tegendoelpunten binnenkreeg. Tijdens zijn tweede seizoen bij Norwich keepte hij alleen wedstrijden om de League Cup en de FA Cup. In zijn derde seizoen kwam hij helemaal niet in actie.
Bunn verruilde Norwich in juli 2015 transfervrij voor Aston Villa. Hier tekende hij een contract tot medio 2017.
2 Cash ·
3 Carlos ·
4 Konsa ·
5 Mings ·
6 Barkley ·
7 McGinn  ·
8 Tielemans ·
Rashford ·
10 Buendía ·
11 Watkins ·
12 Digne ·
14 Torres ·
18 Gauci ·
19 Philogene ·
20 Nedeljković ·
22 Maatsen ·
23 Martínez ·
24 Onana ·
25 Olsen ·
26 Bogarde ·
27 Rogers ·
30 Hause ·
31 Bailey ·
41 Ramsey ·
44 Kamara ·
50 Swinkels ·
Coach: Emery